# Байкалов, Матвей Карлович
Байкалов Матвей Карлович (Matvejs Baikalovs (Nekunde), 22 ноября 1904, Куртенгоф — 7 марта 1949, Москва) — советский лётчик-испытатель самолётов и вертолётов.

## Биография
Матвей Байкалов — сын латышского революционера Карла Карловича Байкалова (латыш. Kārlis Nekunde), сосланного из Лифляндии в Иркутскую губернию (село Седово Качугского района) в 1906 году вместе с семьёй. На момент ссылки Матвею было менее двух лет и он носил фамилию отца — Некунде.
Во время Гражданской войны Карл Байкалов создал партизанский отряд, в который вошёл и его пятнадцатилетний сын. В 1919—1920 году отряд сражался на стороне Красной армии, затем его бойцы вошли в регулярные подразделения, воевали в Монголии, а затем в 1922—1923 году участвовали в боевых действия в Якутии, причем с марта 1922 года Байкалов был командующим вооруженными силами Якутской губернии и Северного края.
В 1926 году Матвей поступает на рабфак в Иркутске, затем получает направление в Ленинградскую военно-теоретическую школу ВВС (окончил её в 1927 году), а в 1929-м — в Оренбургскую военную авиашколу лётчиков.
Став военным лётчиком, Байкалов служил в строевых частях ВВС и в 1938-м вышел в запас, устроившись работать в Серпуховский аэроклуб командиром спортивного парашютного отряда.
В 1939 году Матвея Карловича приглашают в Москву, возглавить Летно-испытательную станцию (ЛИС) авиазавода № 24 (г. Москва). Там он испытывал серийные авиационные моторы АМ-34 и их модификации вплоть до начала Великой Отечественной войны.
В июне 1941 года Байкалова откомандировали в Летно-исследовательский институт в г. Жуковском, где он провёл несколько летно-исследовательских работ на истребителях уже как офицер действующей армии.
В июле он зачислен в 2-ю отдельную истребительную авиаэскадрилью противовоздушной обороны г. Москвы — этот отряд лётчики-испытатели ЛИИ создали в помощь регулярным соединениям ВВС, оборонявшим столицу. Во время первого ночного налёта немцев на Москву 21 июля 1941 года Байкалов сбил один из бомбардировщиков противника.
С января по март 1942 года Матвей Байкалов командует звеном в 237-м истребительном авиационном полку, После приказа Сталина об отзыве лётчиков-испытателей из армии с 1942-го по 1946 год он работал на авиазаводе № 293 (НИИ-1). В 1945 году испытывал первый российский истребитель-перехватчик с жидкостно-реактивным двигателем «Би-2» в планерном варианте.
С 1946 года Байкалов переходит в ОКБ И. П. Братухина, занимавшегося разработкой геликоптеров (вертолётами эти машины стали называть в конце 1940-х, а окончательно это название утвердилось в 1959 году). Матвей Карлович выполнил первый полёт и провёл испытания вертолёта Г-4 (1947). В 1948 году он перешёл в ОКБ М. Л. Миля, где испытывал Ми-1. На этом вертолёте он совершил свой последний полёт, причём это уже были не испытания, а перегон машины заказчику. Уже над аэродромом у вертолёта обломилась балка рулевого винта. Поскольку это произошло на высоте 100 м над землёй, выпрыгнуть с парашютом лётчику не удалось.
Матвей Карлович Байкалов похоронен в Москве на Преображенском кладбище.

### Воспоминания сослуживцев
Летчик-испытатель ЛИИ Леонид Тарощин: «Через месяц после начала войны у нас в институте был организован отряд, который должен был помогать летчикам ПВО. 21 июля был первый ночной налет на Москву, и тогда 5 наших летчиков полетели на оборону Москвы… Марк Галлай и Матвей Байкалов сбили немцев, за это их наградили орденами Красного Знамени. Это было первое награждение наших летчиков…»
Заслуженный лётчик-испытатель СССР Марк Галлай: «Несколько летчиков нашей эскадрильи выполнили свои первые в жизни боевые вылеты в ту ночь. Байкалов успел слетать даже дважды: его механик Букштынов умудрился при свете карманного фонарика осмотреть вернувшуюся из боя машину, заправить её бензином и маслом, зарядить сжатым воздухом, помочь оружейным мастерам пополнить израсходованный боекомплект пулемётов и выпустить истребитель в повторный вылет. И вылет этот оказался весьма результативным. Капитан Байкалов атаковал тяжелый бомбардировщик противника и повредил его винтомоторную группу так, что тот с не полностью работающими двигателями на малой скорости потянулся восвояси, не успел перелететь линию фронта затемно и был добит фронтовыми дневными истребителями. На Калининском фронте в первую военную зиму. Байкалов кроме всего прочего отличился тем, что, возвращаясь после выполнения задания с израсходованным боекомплектом, встретил „Юнкерса-88“ и сбил его единственным оставшимся реактивным снарядом — эрэсом».

### Вертолет-рекордсмен
Матвей Байкалов первым испытывал «Ми-1» (первоначально ГМ-1, от «Геликоптеры Миля») — легендарный вертолёт, который был запущен в серию в 1951 году и снят с эксплуатации только в 1983-м. На этой машине было установлено 27 мировых рекордов, он эксплуатировался в 16 странах мира и, помимо СССР, выпускался в Польше.
Однако начало разработки вертолёта было непростым.
24 ноября 1948 года М. Байкалов получил задание определить потолок вертолёта, и на высоте 5200 метров в механизмах системы управления замёрзла смазка. Летательный аппарат начал раскачиваться, и лётчик вынужден был покинуть машину. Как он рассказывал, что почувствовал: если вертолёт перевернётся вверх колёсами, ему даже выброситься с парашютом не удастся, так как он попадёт во вращающийся несущий винт. Приземляясь после этого прыжка, Байкалов повредил ногу и был отстранён от полётов, которые на втором экземпляре машины продолжил его товарищ Марк Галлай.
Вернувшись в строй, Байкалов совершил 13 демонстрационных полётов на ГМ-1. Четырнадцатый вылет оказался роковым: после перегона машины с испытательного аэродрома заказчику (НИИ ВВС) в точке посадки произошла катастрофа: из-за раковины в сварке обломился вал рулевого винта.
Дочь конструктора вертолёта Михаила Миля Надежда была очевидцем трагедии: транспортный самолёт с комиссией на борту летел рядом с вертолётом. И все люди, включая главного конструктора, видели в иллюминаторы самолёта, как лётчик открыл дверь кабины, посмотрел на землю и остался внутри. «Прыгать было поздно. Летчик погиб. Для всех это было шоком. Отец страшно переживал…»
Критический узел конструкции устранили просто: по предложению инженера Котикова карданный вал хвостовой трансмиссии вертолётов ГМ-1 стали выполнять из точеных стволов артиллерийских орудий. Их после войны было предостаточно, и больше подобных катастроф не было. Потолок машины главный конструктор определил в 3000 м, для трансмиссии был подобран незамерзающий сорт смазки. Испытания машины продолжили Марк Галлай, В.Винницкий и Г.Тиняков.